# رنگین‌تاب سینه‌مسی
رنگین‌تاب سینه‌مسی (نام علمی: Galbula pastazae) نام یک گونه از سرده رنگین‌تاب‌های میان‌جثه است.